# Andreas Sommers

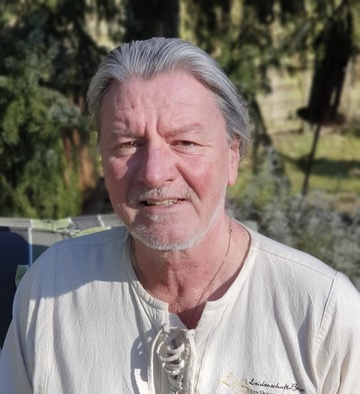
Andreas Sommers (2025)

Andreas Sommers (* 25. September 1964 in Flensburg) ist ein deutscher Ernährungsberater, Autor und YouTuber.

## Leben und Wirken
Nach dem Abitur begann er eine Ausbildung zum Kaufmann und arbeitete anschließend an unterschiedlichen Stellen. Von 1993 bis Oktober 2006 war er als Projektleiter bei der Firma Gawron tätig. Da ihn seine bisherigen Tätigkeiten nicht erfüllten, begann er sein langjähriges Hobby backen und Ernährung zu professionalisieren und Brotbackseminare anzubieten und absolvierte von 2008 bis 2011 ein Studium zum Ernährungsberater an der Fernakademie für Erwachsenenbildung ILS, welches er erfolgreich abschloss. Aufgrund seiner Leidenschaft fürs Backen begann er, seine Erfahrungen als Sachbuchautor niederzuschreiben. An der VHS ist er als Dozent in Kursen zu den Themen Kochen, Backen und Ernährung tätig.
Ehrenamtlich ist er an der OGS (Offene Ganztagsschule) in Kaltenkirchen tätig und begann dort, mit Kindern verschiedener Schulformen und Altersklassen zu kochen. In diesen Jahren entwickelte er ein eigenes Ernährungskonzept zum Kochen mit Kindern, das vor allem auf Assoziationen aufbaut. Dafür wurde ihm 2019 die Inform-Medaille des Bundesministeriums für Ernährung und Landwirtschaft Schleswig-Holstein verliehen.
Heute ist Andreas Sommers als Ernährungsberater mit Kenntnissen für den Einsatz von Mikrobiologie bei der Lebensmittelerzeugung anerkannt. Mit Landwirten zusammen engagiert er sich für den Anbau alter Getreidesorten wie zum Beispiel Waldstaudenroggen. Seine Tätigkeit fand auch ein Echo in den kommunalen Medien.

## Sachbücher
Beipiel:
- Die Kraft einer erfolgreichen Ernährung: Ein neu gedachtes Ernährungskonzept (Candrola Verlag 2025)
- Es muss nicht immer Weizen sein: Ein außergewöhnliches Brotbackbuch (Candrola Verlag 2025)
- Sauerteig (Candrola Verlag 2024)
- Leidenschaft Brot: Ein gesundes Lebensmittel wiederentdecken (Sonrrif 2015)
- Bäuerliches Brotbacken im Holzbackofen (Sonrrif 2012)